# Колганчик
Колганчик — деревня в Касторенском районе Курской области России. Входит в состав Семёновского сельсовета.

## География
Деревня находится в восточной части Курской области, в лесостепной зоне, в пределах юго-западной части Среднерусской возвышенности, на левом берегу реки Ведуги, на расстоянии примерно 16 километров (по прямой) к северо-востоку от посёлка городского типа Касторное, административного центра района. Абсолютная высота — 166 метров над уровнем моря.
Часовой пояс
Деревня Колганчик, как и вся Курская область, находится в часовой зоне МСК (московское время). Смещение применяемого времени относительно UTC составляет +3:00.

## Население
| 2002 | 2010 |
| ---- | ---- |
| 50   | ↘17  |

Гендерный состав
По данным Всероссийской переписи населения 2010 года в гендерной структуре населения мужчины составляли 52,9 %, женщины — соответственно 47,1 %.
Национальный состав
Согласно результатам переписи 2002 года, в национальной структуре населения русские составляли 96 % из 50 чел.

## Улицы
Уличная сеть деревни состоит из одной улицы (ул. Луговая).